# Пригоди Нукі
«Пригоди Нукі» («Приключения Нуки») — радянський художній фільм 1976 року, знятий режисером Євгеном Осташенком на студії «Центрнаукфільм».

## Сюжет
Пригоди маленької мавпочки Нукі, яку привезли з Італії в подарунок товстому розпещеному хлопчику. Втікши з неприємного будинку, мавпочка потрапляє до доброї дівчинки. Але тут з'ясовується, що Нукі була вкрадена, а її справжня господиня — маленька хвора дівчинка, яка страждає від зникнення улюблениці.

## У ролях
- Саша Заболотін — головна роль
- Андрій Мохов — головна роль
- Юра Осташенко — головна роль
- Катерина Корабельник — Ірочка
- Алік Денисов — Альоша
- Валентин Смирнитський — Валя Григор'єв, тато Альоші
- Наталія Селезньова — мама Альоші
- Любов Соколова — бабуся Ірочки
- Світлана Кетлерова — Єлизавета Миколаївна, мама Ірочки
- Ірина Мурзаєва — бабуся в селі
- Михайло Кокшенов — Іван, продавець на колгоспному ринку
- Олександр Вокач — Олександр Андрійович, художник
- Ігор Кашинцев — Микола Миколайович, дядько Коля, артист
- Павло Винник — капітан міліції
- Валентина Березуцька — робітниця їдальні в піонертаборі
- Борис Бітюков — епізод
- Юрій Блінков — епізод
- Анатолій Вєдьонкін — Геннадій Миколайович, начальник піонертабору
- Марина Гаврилко — подруга жінки з півнем
- Іван Жеваго — епізод
- М. Залко — епізод
- Зоя Толбузіна — жінка з півнем
- Володимир Корецький — ветеринар
- Іван Косих — командир льотного загону
- Олександр Лебедєв — Вася, продавець на колгоспному ринку
- Володимир Мичкін — епізод
- Георгій Тусузов — Георгій Іванович, швейцар у перукарні
- Юрій Чернов — лейтенант міліції
- Борис Шинкарьов — епізод
- Валерій Малишев — доміношник
- Валентина Ананьїна — домогосподарка
- Євгенія Ханаєва — Ганна Захарівна, режисер театру

## Знімальна група
- Режисер — Євген Осташенко
- Сценарист — Борис Долін
- Оператор — Павло Філімонов
- Композитор — Шандор Каллош
- Художник — Володимир Крилов